# Nõmme Kalju Football Club 2021
Questa voce raccoglie le informazioni riguardanti il Nõmme Kalju Football Club nelle competizioni ufficiali della stagione 2021.

## Stagione
- In campionato il Kalju Nõmme termina al quarto posto (45 punti) dietro al Paide (62) e davanti al TJK Legion (40).
- In coppa nazionale perde la finale contro il Paide (0-1 ai tempi supplementari).

## Maglie e sponsor
La divisa casalinga era composta da una maglia nera con rifiniture bianche, pantaloncini neri e calzettoni neri. Quella da trasferta era invece composta da una maglia bianca con rifiniture nere, pantaloncini bianchi e calzettoni bianchi.
| Casa | Trasferta |

## Rosa
| N. |                    | Ruolo | Calciatore               |
| -- | ------------------ | ----- | ------------------------ |
| 1  | Estonia (bandiera) | P     | Marko Meerits            |
| 2  | Estonia (bandiera) | D     | Aleksandr Kulinitš       |
| 3  | Estonia (bandiera) | D     | Mikk Reintam             |
| 4  | Estonia (bandiera) | D     | Vladimir Avilov          |
| 5  | Grecia (bandiera)  | D     | Giannis Tsivelekidis     |
| 6  | Estonia (bandiera) | D     | Deniss Tjapkin           |
| 7  | Russia (bandiera)  | C     | Amir Natkho              |
| 8  | Ucraina (bandiera) | C     | Vladyslav Chomutov       |
| 12 | Estonia (bandiera) | P     | Sergei Lepmets           |
| 15 | Estonia (bandiera) | C     | Igor Subbotin (capitano) |
| 16 | Estonia (bandiera) | A     | Jevgeni Demidov          |
| 19 | Russia (bandiera)  | D     | Aleksandr Ivanjušin      |
| 20 | Estonia (bandiera) | C     | Aleksandr Volkov         |
| 21 | Estonia (bandiera) | A     | Maksim Gussev            |

| N. |                        | Ruolo | Calciatore           |
| -- | ---------------------- | ----- | -------------------- |
| 21 | Ucraina (bandiera)     | D     | Vladyslav Veremeyev  |
| 22 | Estonia (bandiera)     | C     | Kaarel Usta          |
| 24 | Estonia (bandiera)     | A     | Alex Matthias Tamm   |
| 26 | Ucraina (bandiera)     | D     | Andrij Markovyč      |
| 27 | Estonia (bandiera)     | C     | Sander Puri          |
| 29 | Estonia (bandiera)     | D     | Kristjan Rattasepp   |
| 43 | Estonia (bandiera)     | A     | Kaspar Paur          |
| 44 | Bielorussia (bandiera) | C     | Mikhail Babičev      |
| 69 | Estonia (bandiera)     | P     | Kristen Marnot       |
| 77 | Estonia (bandiera)     | C     | Stanislav Tsombaljuk |
| 79 | Estonia (bandiera)     | C     | Pavel Marin          |
| 81 | Estonia (bandiera)     | D     | Mark Edur            |
| 88 | Estonia (bandiera)     | C     | Arthur Jersov        |